# Port lotniczy Ostrawa
Port lotniczy Ostrawa im. Leoša Janáčka (dawniej Port lotniczy Ostrava-Mošnov, cz.: Letiště Leoše Janáčka Ostrava, ang.: Ostrava Leos Janacek Airport, kod IATA: OSR, kod ICAO: LKMT) – międzynarodowe lotnisko położone około 20 km od Ostrawy na terenie wioski Mošnov, a także częściowo na terenie miejscowości Albrechtičky i Petřvald.
Port został uruchomiony w 1959. Poprzednim lotniskiem obsługującym cywilne połączenia z Ostrawy było lotnisko Hrabůvka. W 2006 został nazwany imieniem kompozytora Leoša Janáčka i oddano do użytku nowy terminal lotniczy. W latach 2013–2014 wybudowano linię kolejową prowadzącą na lotnisko, pierwsze połączenie kolejowe uruchomiono 13 kwietnia 2015 roku. Stacja końcowa tej linii połączona jest z terminalem lotniska.
Port może obsłużyć duże samoloty transportowe klasy An-124; posiada on najdłuższą i najszerszą drogę startową w tej okolicy – 3500 × 63 m.
Port jest czynny przez całą dobę od 1 czerwca do 30 września i pomiędzy 05.00 i 21.00 od 1 października do 31 maja.
Od roku 2001 we wrześniu na terenie lotniska odbywają się Dni NATO. Przed wybuchem pandemii imprezę odwiedzało około 200 000 osób w ciągu weekendu.

## Kierunki lotów i linie lotnicze
| Linia lotnicza    | Kierunek |
| ----------------- | --- |
| Aegean Airlines   | Sezonowe czartery: 1. Saloniki |
| Bulgaria Air      | Sezonowy czarter: 1. Burgas |
| Corendon Airlines | Sezonowy czarter: 1. Antalya |
| LOT               | 1. Warszawa-Okęcie |
| Air Montenegro    | Sezonowo: 1. Podgorica |
| Ryanair           | 1. Londyn-Stansted Sezonowo: 1. Barcelona-Girona 2. Malaga |
| Smartwings        | Sezonowo: 1. Antalya 2. Burgas 3. Korfu 4. Heraklion 5. Hurghada 6. Kos 7. Lamezia Terme (od 13 czerwca 2024) 8. Marsa Alam 9. Rodos 10. Warna 11. Zakintos Sezonowe czartery: 1. Bodrum 2. Chania (od 29 maja 2024) 3. Dalaman (od 26 maja 2024) 4. Dżerba 5. Enfidha (od 11 czerwca 2024) 6. Fuerteventura (od 9 października 2024) 7. Marsa Matruh (od 30 maja 2024) 8. Monastyr 9. Murcja (od 10 czerwca 2024) 10. Palma de Mallorca 11. Tirana (od 10 czerwca 2024) |
| Tailwind Airlines | Sezonowe czartery: 1. Antalya |

### Cargo
| Linia lotnicza     | Kierunek                           |
| ------------------ | ---------------------------------- |
| Uzbekistan Airways | 1. Szanghaj-Pudong 2. Shijiazhuang |